# Bonefeld
Bonefeld település Németországban, Rajna-vidék-Pfalz tartományban. Lakosainak száma 960 fő (2023. december 31.).

## Népesség
A település népességének változása:
| Lakosok száma | 577  | 953  | 983  | 948  | 958  | 960  |
|               | 1975 | 2017 | 2019 | 2021 | 2022 | 2023 |